# サタッぱち 古舘の買物ブギ!!
『サタッぱち 古舘の買物ブギ!!』（サタッぱち ふるたちのかいものブギ）は、2002年4月20日から同年9月14日までテレビ朝日系列局で放送されたテレビ朝日・古舘プロジェクト共同制作の情報バラエティ番組である。
タイトルロゴは「SATAPPACHI 古舘の買物ブギ!!」。放送時間は毎週土曜 20:00 - 20:54。

## 概要
毎回世界の流行・グッズ・最先端の研究を紹介し、ゲストにその魅力を語っていた番組。タイトルは、笠置シズ子のヒット曲「買物ブギー」に因む。紹介していたのは健康法と食品が殆どで、おおむね「今までの常識は間違っていた」という切り口でスタートしていた。
前番組『サタッぱち 古舘の日本上陸』では古舘伊知郎は司会担当で、プレゼンターは本番組にも出演のはしのえみが務めていたが、本番組では古舘自らがプレゼンターを務めていた。

## 出演者
- 古舘伊知郎
- ヒロミ（B21スペシャル）
- はしのえみ
- 河田京子

## スタッフ
- 企画・監修：秋元康
- 構成：冨永一郎、鮫肌文殊ほか
- プロデューサー：蓮実一隆（テレビ朝日）
- 技術協力：池田屋
- 照明・美術協力：アート・フォー
- 制作協力：オフィスクレッシェンド
- 制作：テレビ朝日、古舘プロジェクト

## ネット局
| 放送対象地域  | 放送局           | 系列           | ネット形態 |
| ------------- | ---------------- | -------------- | ---------- |
| 関東広域圏    | テレビ朝日       | テレビ朝日系列 | 制作局     |
| 北海道        | 北海道テレビ     | テレビ朝日系列 | 同時ネット |
| 青森県        | 青森朝日放送     | テレビ朝日系列 | 同時ネット |
| 岩手県        | 岩手朝日テレビ   | テレビ朝日系列 | 同時ネット |
| 宮城県        | 東日本放送       | テレビ朝日系列 | 同時ネット |
| 秋田県        | 秋田朝日放送     | テレビ朝日系列 | 同時ネット |
| 山形県        | 山形テレビ       | テレビ朝日系列 | 同時ネット |
| 福島県        | 福島放送         | テレビ朝日系列 | 同時ネット |
| 新潟県        | 新潟テレビ21     | テレビ朝日系列 | 同時ネット |
| 長野県        | 長野朝日放送     | テレビ朝日系列 | 同時ネット |
| 山梨県        | 山梨放送         | 日本テレビ系列 | 遅れネット |
| 静岡県        | 静岡朝日テレビ   | テレビ朝日系列 | 同時ネット |
| 石川県        | 北陸朝日放送     | テレビ朝日系列 | 同時ネット |
| 中京広域圏    | 名古屋テレビ     | テレビ朝日系列 | 同時ネット |
| 近畿広域圏    | 朝日放送         | テレビ朝日系列 | 同時ネット |
| 広島県        | 広島ホームテレビ | テレビ朝日系列 | 同時ネット |
| 山口県        | 山口朝日放送     | テレビ朝日系列 | 同時ネット |
| 香川県 岡山県 | 瀬戸内海放送     | テレビ朝日系列 | 同時ネット |
| 愛媛県        | 愛媛朝日テレビ   | テレビ朝日系列 | 同時ネット |
| 福岡県        | 九州朝日放送     | テレビ朝日系列 | 同時ネット |
| 長崎県        | 長崎文化放送     | テレビ朝日系列 | 同時ネット |
| 熊本県        | 熊本朝日放送     | テレビ朝日系列 | 同時ネット |
| 大分県        | 大分朝日放送     | テレビ朝日系列 | 同時ネット |
| 鹿児島県      | 鹿児島放送       | テレビ朝日系列 | 同時ネット |
| 沖縄県        | 琉球朝日放送     | テレビ朝日系列 | 同時ネット |

## エンディングテーマ
- 蜃気楼（TETSU69）

## 関連書籍
- リフレクソロジー からだの中からきれいになる! （2002年11月発行、編著 - テレビ朝日 古舘の買物ブギ!、協力 - 藤田真規、出版社 - ネコ・パブリッシング、ISBN 4-87366-325-3）

## セールスについて
この番組のみ、日本リーバ中心の組とP&G中心の組の前後半3分ずつに分離していた。同時間帯でのこの体制は、1999年4月 - 2000年3月放送の『サタデードラマ』以来となった。
番組終了後は、土曜20時台の『土曜の奇跡!TVのチカラ』は前半の3分のみで（日本リーバはこの枠の提供を継続）、残った3分枠は同19時30分枠のアニメ枠（『釣りバカ日誌』→『ボボボーボ・ボーボボ』）へ移行した（P&Gはこちらへ移行）。